# University Park (Illinois)
University Park is een plaats (village) in de Amerikaanse staat Illinois, en valt bestuurlijk gezien onder Cook County en Will County.

## Demografie
Bij de volkstelling in 2000 werd het aantal inwoners vastgesteld op 6662. In 2006 is het aantal inwoners door het United States Census Bureau geschat op 8253, een stijging van 1591 (23,9%).

## Geografie
Volgens het United States Census Bureau beslaat de plaats een oppervlakte van 25,3 km², geheel bestaande uit land.

## Plaatsen in de nabije omgeving
De onderstaande figuur toont nabijgelegen plaatsen in een straal van 8 km rond University Park.